# Сидів голуб на гілці, міркуючи про буття
«Сидів голуб на гілці, міркуючи про буття» (швед. En duva satt på en gren och funderade på tillvaron) — шведський комедійно-драматичний фільм, знятий Роєм Андерссоном. Стрічка є третьою частиною «життєвої» трилогії, до якої також належать «Пісні з другого поверху» та «Ти, що живе». Прем'єра фільму відбулася 2 вересня 2014 року на Венеційському кінофестивалі 2014, де він отримав «Золотого лева» як найкращий фільм., в Україні — 14 січня 2016 року. Стрічка була висунута Швецією на премію «Оскар-2016» у номінації «найкращий фільм іноземною мовою».
Назва фільму посилається на картину «Мисливці на снігу» нідерландського художника Пітера Брейгеля старшого. На ній зображена зимова сільська місцевість, де на деревах сидять птахи. Андерссон сказав, що він уявив собі, що птахи на картині стежать за людьми і цікавляться, що ті роблять. Він пояснив, що «назва фільму є „іншим способом передати те, що ми насправді робимо“, — про це й є фільм». На кінофестивалі у Венеції Андерссон заявив, що джерелом натхнення для цього проекту для нього послужив італійській фільм «Викрадачі велосипедів» режисера Вітторіо де Сіка 1948 року.

## Сюжет
Фільм складається зі скетч-епізодів різної довжини та інтенсивності, як пов'язаних так і не пов'язаних між собою. Епізоди з'єднують наскрізні персонажі (двоє друзів-комівояжерів, Сем та Йонатан, що продають вампірські ікла, моторошні маски і мішечки зі сміхом; капітан, який мимоволі став перукарем; літній офіцер, що постійно запізнюється і не встигає на важливу лекцію).

## У ролях
- Гольгер Андерссон — Йонатан
- Нілс Вестблом — Сем
- Шарлотта Ларссон — Лотта
- Віктор Джилленберг — Карл XII
- Лотті Тьорнрос — вчитель фламенко
- Йонас Герголм — самотній лейтенант
- Ола Стенссон — капітан / перукар
- Оскар Саломонссон — танцівник
- Роджер Олсен Лікверн — доглядач
- Матс Райден — людина на автобусній зупинці

## Сприйняття
Фільм отримав позитивні відгуки від критиків. На вебсайті Rotten Tomatoes фільм має 90 % «свіжий» рейтинг, заснований на 70 рецензіях критиків, а його середній бал становить 7,8/10. На Metacritic фільм отримав 82 бали зі 100, які засновані на 22 рецензіях, що означає «загальне схвалення».

## Визнання
| Нагороди та номінації фільму «Сидів голуб на гілці, міркуючи про буття» | Нагороди та номінації фільму «Сидів голуб на гілці, міркуючи про буття» | Нагороди та номінації фільму «Сидів голуб на гілці, міркуючи про буття» | Нагороди та номінації фільму «Сидів голуб на гілці, міркуючи про буття»            | Нагороди та номінації фільму «Сидів голуб на гілці, міркуючи про буття» | Нагороди та номінації фільму «Сидів голуб на гілці, міркуючи про буття» |
| Рік                                                                     | Нагорода                                                                | Категорія                                                               | Номінант                                                                           | Результат                                                               |                                                                         |
| ----------------------------------------------------------------------- | ----------------------------------------------------------------------- | ----------------------------------------------------------------------- | ---------------------------------------------------------------------------------- | ----------------------------------------------------------------------- | ----------------------------------------------------------------------- |
| 2014                                                                    | Венеційський кінофестиваль                                              | «Золотий лев» за найкращий фільм                                        | «Сидів голуб на гілці, міркуючи про буття»                                         | Перемога                                                                |                                                                         |
| 2015                                                                    | Сіднейський кінофестиваль                                               | Найкращий фільм                                                         | «Сидів голуб на гілці, міркуючи про буття»                                         | Номінація                                                               |                                                                         |
| 2015                                                                    | Міжнародна премія суспільства сінефілів                                 | Найкращий фільм, не випущений у 2014 році                               | «Сидів голуб на гілці, міркуючи про буття»                                         | Перемога                                                                |                                                                         |
| 2015                                                                    | Гетеборзький кінофестиваль                                              | Нагорода міста Гетеборг                                                 | «Сидів голуб на гілці, міркуючи про буття»                                         | Номінація                                                               |                                                                         |
| 2015                                                                    | Премія «Золотий скарабей»                                               | Найкращі декорації                                                      | Ульф Йонссон, Ніклас Нільссон, Сандра Пермент, Ізабель Шёстранд та Джулія Тегстрем | Перемога                                                                |                                                                         |
| 2015                                                                    | Премія «Золотий скарабей»                                               | Найкращий фільм                                                         | «Сидів голуб на гілці, міркуючи про буття»                                         | Номінація                                                               |                                                                         |
| 2015                                                                    | Премія «Золотий скарабей»                                               | Найкращий режисер                                                       | Рой Андерссон                                                                      | Номінація                                                               |                                                                         |
| 2015                                                                    | Премія «Золотий скарабей»                                               | Найкращий монтаж                                                        | Александра Штраусс                                                                 | Номінація                                                               |                                                                         |
| 2015                                                                    | Премія «Золотий скарабей»                                               | Найкращий грим                                                          | Лінда Сендберг                                                                     | Номінація                                                               |                                                                         |